# Dictymia
Dictymia es un género de helechos perteneciente a la familia  Polypodiaceae.

## Taxonomía
Dictymia fue descrito por John Smith (botánico) y publicado en Bot. Mag. 72(Comp.): 16. 1846. La especie tipo es: Dictymia atrtenuata J. Sm. 

## Especies
- Dictymia atrtenuata J. Sm.
- Dictymia brownii Copel.
- Dictymia brownii-mettenii Copel.
- Dictymia dictyopteris Ching
- Dictymia lanceolata Hook.f.